# Аритмия
Аритмията е силно нарушение на сърдечния ритъм. Понякога при силно отклонение от нормите се налага поставяне на изкуствен стимулатор на сърдечната дейност – пейсмейкър, изпращащ слаби електрически импулси. Нормалната сърдечна честота е от 65 до 100 удара в минута. Аритмии могат да се появят с нормална сърдечна дейност или с по слаба дейност (наречена bradyarrhythmias – по малко от 60 удара в минута). Аритмиите също могат да възникнат и при ускорена сърдечна дейност – над 100 удара в минута. В САЩ повече от 850 000 души са хоспитализирани за аритмия всяка година.

## Причини
Аритмии могат да бъдат причинени от различни фактори, включително и от:
- исхемична болест на сърцето;
- промени в сърдечния мускул;
- наранявания от сърдечен удар;
- оздравителния процес след сърдечна операция;
- електролитен дисбаланс в кръвта.